# Steve Albini

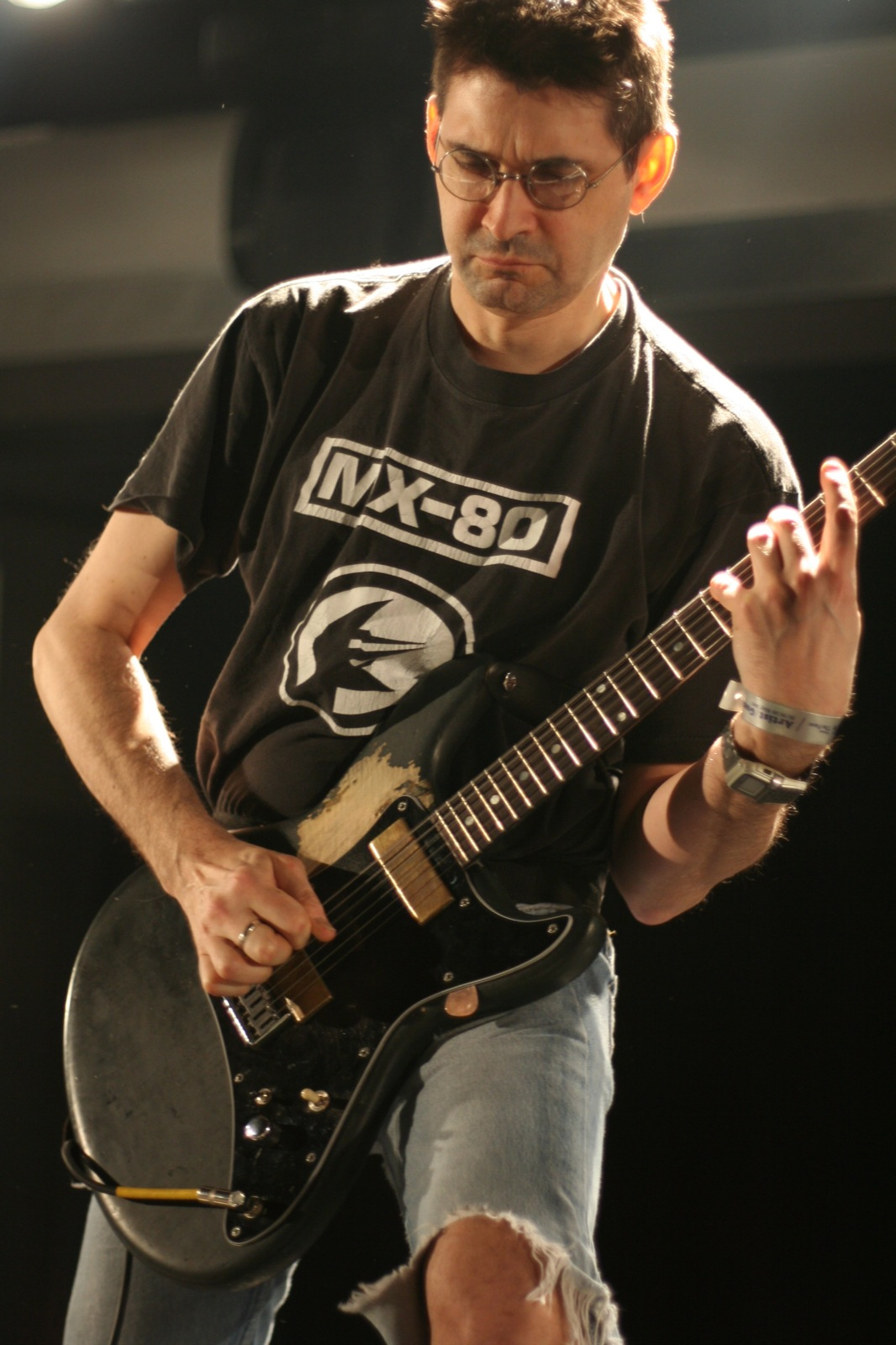
Steve Albini, Mai 2007

Steven Frank „Steve“ Albini (* 22. Juli 1962 in Pasadena, Kalifornien; † 7. Mai 2024 in Chicago, Illinois) war ein US-amerikanischer Musiker, Toningenieur und Produzent. Albini produzierte Alben von Nirvana, PJ Harvey und den Pixies, zudem war er Frontmann der Rockbands Shellac und Big Black. Darüber hinaus war er auch als Pokerspieler aktiv und zweifacher Braceletgewinner der World Series of Poker.

## Leben
Steve Albini wuchs in Montana auf und machte seine ersten Aufnahmen im Jahr 1978 mit einer gemieteten Vierspur-Bandmaschine. 1980 zog er nach Chicago, um aufs College zu gehen. Dort schrieb er Artikel für mehrere Underground-Fanzines der entstehenden Punkszene wie Matter und Forced Exposure. Nach seinem Collegeabschluss studierte er Journalismus an der Northwestern University in Evanston, Illinois.
1982 gründete er die Hardcore-Punk-Band Big Black, mit der er in den 1980er Jahren eine Reihe EPs und zwei einflussreiche Alben („Atomizer“ im Jahr 1986 und „Songs About Fucking“ 1987) veröffentlichte. 1987 lösten sich Big Black auf. Bis 1988 gehörte Albini zur Band Rapeman.
Seit 1981 hatte er für befreundete Bands Demos aufgenommen. 1986 richtete er in seinem Haus ein Aufnahmestudio ein und begann professionell als Toningenieur zu arbeiten. Steve Albini produzierte überwiegend Bands aus der Independent-Szene. In einem Vortrag im Jahr 2004 sprach er von nahezu 1.500 Produktionen, wovon er ungefähr sechs bis acht als „major releases by major record labels“ bezeichnete.
Zu diesen Major-Label-Veröffentlichungen zählen Alben von PJ Harvey, The Auteurs, Bush und vor allem Nirvana, die ihr drittes und letztes Studioalbum In Utero 1993 mit ihm zusammen aufnahmen. Vor allem wegen dieser Produktion wurde Albini über die Independent-Szene hinaus berühmt, wurde jedoch für die Arbeit an dieser Aufnahme auch von vielen Seiten kritisiert. Einerseits beschuldigte ihn die Plattenfirma Geffen Records, dass seine Produktion zu unkommerziell und unverkäuflich sei, andererseits wurde er von der Independent-Szene verdächtigt, sich anzupassen und käuflich zu sein.
Im Jahr 1992 gründete er mit den Produzenten Bob Weston und Todd Trainer die Band Shellac. Seit 1995 betrieb er mit anderen das Studio Electrical Audio in Chicago. Als Tontechniker und Produzent wirkte er an über 1500 Produktionen mit.
Am 7. Mai 2024 starb Albini im Alter von 61 Jahren in seinem Zuhause in Chicago an einem Herzinfarkt.

## Grundsätze
Die Grundsätze, nach denen Steve Albini als Musikproduzent arbeitete, bestanden darin, dass er sich selbst nicht als Produzent betrachtete und den Begriff sogar ablehnte. Ihm zufolge ist es die Aufgabe eines Recording Engineers, den Sound einer Band möglichst gut zu dokumentieren, während ein Produzent in den meisten Fällen versucht, seine eigenen Vorstellungen zu verwirklichen. Zu dieser Sichtweise trugen auch die Erfahrungen bei, die Albini als Musiker in verschiedenen Bands sammelte.
So wie Albini die Bevormundung der Musiker durch Produzenten ablehnte, war er ein scharfer Kritiker der Ausbeutung von Bands durch Plattenfirmen und Manager. Daher ließ er sich auf der Basis eines festen Tagespreises bezahlen. Dies steht im Gegensatz zur Praxis vieler Produzenten, als Bezahlung einen Anteil an den Erträgen des Plattenverkaufs zu verlangen, die sogenannten „Produzentenpunkte“. Außerdem arbeitete er bevorzugt mit Independent-Labels.
Als Produzent ging Steve Albini von dem Grundsatz aus, dass die Musiker genau wissen, wie sie klingen wollen, und dies in allen Aspekten ihres Spiels ausdrücken. Bei seinen Produktionen versuchte Albini daher, möglichst viel vom originalen Klang der Instrumente zu bewahren, und legte mehr Wert auf gute Aufnahmen als auf aufwendiges Mischen und Nachbearbeiten.
Für eine bestmögliche Aufnahme, bei der die Musiker auf natürliche Weise aufeinander reagieren können, zog er es vor, dass alle Instrumente gleichzeitig eingespielt werden.

## Diskografie (Auswahl)
Produktion:
- 1988: Pixies – Surfer Rosa
- 1988: Gore – Wrede (The Cruel Peace)
- 1990: The Breeders – Pod
- 1991: The Wedding Present – Seamonsters
- 1992: Helmet – Meantime (Song: In the Meantime)
- 1993: PJ Harvey – Rid of Me
- 1993: Nirvana – In Utero
- 1994: Shellac – At Action Park
- 1995: 18th Dye – Tribute to a Bus
- 1995: Fred Schneider – Just Fred
- 1996: Bush – Razorblade Suitcase
- 1996: Wuhling – Extra 6
- 1997: Shellac – Terraform
- 1998: Jon Spencer Blues Explosion – ACME
- 1998: Will Oldham – Little Joya
- 1998: Jimmy Page & Robert Plant – Walking into Clarksdale
- 1999: Neurosis – Times Of Grace
- 2001: Honey for Petzi – Heal All Monsters
- 2001: Neurosis – A Sun That Never Sets
- 2002: Mclusky – Mclusky Do Dallas
- 2002: The Breeders – Title TK
- 2002: Godspeed You! Black Emperor – Yanqui U.X.O.
- 2004: Mono – Walking Cloud and Deep Red Sky, Flag Fluttered and the Sun Shined
- 2006: Joanna Newsom – Ys
- 2007: Iggy & The Stooges – The Weirdness
- 2008: Trash Talk – Trash Talk
- 2009: Jarvis Cocker – Further Complications
- 2009: Manic Street Preachers – Journal for Plague Lovers
- 2011: Senium – Such Progress
- 2012: Cloud Nothings – Attack on Memory
- 2013: Candelilla – Heart Mutter
- 2014: Valina – container
- 2018: The Breeders – All Nerve
- 2019: Mono – Nowhere Now Here

## Poker

### Werdegang
Albini spielte regelmäßig bei der einmal im Jahr von Mai bis Juli am Las Vegas Strip ausgetragenen World Series of Poker (WSOP), der Poker-Weltmeisterschaft. Im Juni 2010 erreichte er im Rio All-Suite Hotel and Casino bei einem Turnier der Variante Seven Card Stud erstmals die Geldränge und belegte den 14. Platz, der mit mehr als 6000 US-Dollar bezahlt wurde. Bei der WSOP 2013 wurde Albini bei der Seniors Championship, zu dessen Teilnahme ein Spieler mindestens 50 Jahre alt sein muss, Zwölfter von 4407 Spielern und erhielt dafür über 40.000 US-Dollar. Im Juni 2018 gewann er ein Event in Seven Card Stud und sicherte sich damit ein Bracelet sowie eine Siegprämie von mehr als 100.000 US-Dollar. Bei der WSOP 2022, die erstmals im Bally’s Las Vegas und Paris Las Vegas ausgespielt wurde, entschied der Amerikaner ein Turnier in der gemischten Variante H.O.R.S.E. für sich und erhielt sein zweites Bracelet und knapp 200.000 US-Dollar.
Insgesamt hat sich Albini mit Poker bei Live-Turnieren rund 370.000 US-Dollar erspielt.

### Braceletübersicht
Albini kam bei der WSOP neunmal ins Geld und gewann zwei Bracelets:
| Jahr | Buy-in (in $) | Turnier         | Teilnehmer | Preisgeld (in $) |
| ---- | ------------- | --------------- | ---------- | ---------------- |
| 2018 | 1500          | Seven Card Stud | 310        | 105.629          |
| 2022 | 1500          | H.O.R.S.E.      | 773        | 196.089          |